# Stoliczka affinis
Stoliczka affinis là một loài nhện trong họ Pisauridae.
Loài này thuộc chi Stoliczka. Stoliczka affinis được Lodovico di Caporiacco miêu tả năm 1935.